# Svezia ai Giochi della VII Olimpiade
La Svezia ha partecipato ai Giochi della VII Olimpiade di Anversa con una delegazione di 260 atleti (247 uomini, 13 donne), suddivisi su 18 discipline.

## Medagliere

### Per discipline
| Sport                 | Oro | Argento | Bronzo | Totale |
| --------------------- | --- | ------- | ------ | ------ |
| Equitazione           | 4   | 2       | 3      | 9      |
| Nuoto                 | 2   | 2       | 1      | 5      |
| Vela                  | 2   | 1       | 0      | 3      |
| Pattinaggio di figura | 2   | 1       | 0      | 3      |
| Lotta greco-romana    | 2   | 0       | 1      | 3      |
| Tiro                  | 1   | 6       | 3      | 10     |
| Atletica leggera      | 1   | 3       | 10     | 14     |
| Tuffi                 | 1   | 2       | 2      | 5      |
| Lotta libera          | 1   | 1       | 1      | 3      |
| Pentathlon moderno    | 1   | 1       | 1      | 3      |
| Ciclismo              | 1   | 1       | 0      | 2      |
| Ginnastica            | 1   | 0       | 0      | 1      |
| Sollevamento pesi     | 0   | 0       | 2      | 2      |
| Pallanuoto            | 0   | 0       | 1      | 1      |
| Totale                | 19  | 20      | 25     | 64     |

### Medaglie
| Medaglia | Atleta | Sport                 | Evento                                       |
| -------- | --- | --------------------- | -------------------------------------------- |
| Oro      | William Petersson | Atletica leggera      | Salto in lungo                               |
| Oro      | Harry Stenqvist | Ciclismo              | Corsa individuale                            |
| Oro      | Claës König Hans von Rosen Daniel Norling Frank Martin | Equitazione           | Salto ostacoli a squadre                     |
| Oro      | Janne Lundblad | Equitazione           | Dressage individuale                         |
| Oro      | Helmer Mörner | Equitazione           | Concorso completo individuale                |
| Oro      | Helmer Mörner Åge Lundström Georg von Braun Gustaf Dyrsch | Equitazione           | Concorso completo a squadre                  |
| Oro      | Fausto Acke Albert Andersson Karl Arvid Andersson Helge Bäckander Bengt Bengtsson Fabian Biörck Erik Charpentier Sture Ericsson Konrad Granström Helge Gustafsson Åke Häger Ture Hedman Sven Johnson Sven-Olof Jonsson Karl Lindahl Edmund Lindmark Bengt Morberg Frans Persson Klas Särner Curt Sjöberg Gunnar Söderlindh John Sörenson Alf Svensén Gösta Törner | Ginnastica            | Concorso svedese a squadre                   |
| Oro      | Anders Larsson | Lotta libera          | Pesi medio-massimi                           |
| Oro      | Carl Westergren | Lotta greco-romana    | Pesi medi                                    |
| Oro      | Claes Johanson | Lotta greco-romana    | Pesi medio-massimi                           |
| Oro      | Håkan Malmrot | Nuoto                 | 200 metri rana maschili                      |
| Oro      | Håkan Malmrot | Nuoto                 | 400 metri rana maschili                      |
| Oro      | Gillis Grafström | Pattinaggio di figura | Pattinaggio di figura maschile               |
| Oro      | Magda Julin | Pattinaggio di figura | Pattinaggio di figura femminile              |
| Oro      | Gustaf Dyrssen | Pentathlon moderno    | -                                            |
| Oro      | Hugo Johansson | Tiro                  | Carabina militare a terra 600m individuale   |
| Oro      | Arvid Wallman | Tuffi                 | Piattaforma alta maschile                    |
| Oro      | Gösta Lundquist Rolf Steffenburg Gösta Bengtsson | Vela                  | Classe Skerry Cruiser 30m²                   |
| Oro      | Tore Holm Yngve Holm Axel Rydin Georg Tengvall | Vela                  | Classe Skerry Cruiser 40m²                   |
| Argento  | Erik Backman | Atletica leggera      | Corsa campestre individuale                  |
| Argento  | Folke Jansson | Atletica leggera      | Salto triplo                                 |
| Argento  | Carl Johan Lind | Atletica leggera      | Lancio del martello                          |
| Argento  | Harry Stenqvist Ragnar Malm Axel Persson Sigfrid Lundberg | Ciclismo              | Corsa a squadre                              |
| Argento  | Bertil Sandström | Equitazione           | Dressage individuale                         |
| Argento  | Åge Lundström | Equitazione           | Concorso completo individuale                |
| Argento  | Gottfrid Svensson | Lotta libera          | Pesi leggeri                                 |
| Argento  | Thor Henning | Nuoto                 | 200 metri rana maschili                      |
| Argento  | Thor Henning | Nuoto                 | 400 metri rana maschili                      |
| Argento  | Svea Norén | Pattinaggio di figura | Pattinaggio di figura femminile              |
| Argento  | Erik de Laval | Pentathlon moderno    | -                                            |
| Argento  | Anders Andersson Casimir Reuterskiöld Gunnar Gabrielsson Sigvard Hultcrantz Anders Johnson | Tiro                  | Pistola libera a squadre                     |
| Argento  | Mauritz Eriksson | Tiro                  | Carabina militare a terra 600m individuale   |
| Argento  | Sigvard Hultcrantz Erik Ohlsson Leon Lagerlöf Oscar Eriksson Oliver Schriver | Tiro                  | Carabina piccola a squadre                   |
| Argento  | Alf Swahn | Tiro                  | Bersaglio mobile individuale                 |
| Argento  | Fredric Landelius | Tiro                  | Bersaglio mobile colpo doppio individuale    |
| Argento  | Fredric Landelius Alf Swahn Oscar Swahn Bengt Lagercrantz Edward Benedicks | Tiro                  | Bersaglio mobile colpo doppio a squadre      |
| Argento  | Erik Adlerz | Tuffi                 | Piattaforma maschile                         |
| Argento  | Nils Skoglund | Tuffi                 | Piattaforma alta maschile                    |
| Argento  | Gustaf Svensson Ragnar Svensson Percy Almstedt Erik Mellbin | Vela                  | Classe Skerry Cruiser 40m²                   |
| Bronzo   | Nils Engdahl | Atletica leggera      | 400 metri piani                              |
| Bronzo   | Erik Backman | Atletica leggera      | 5000 metri piani                             |
| Bronzo   | Agne Holmström William Petersson Sven Malm Nils Sandström | Atletica leggera      | Staffetta 4×100 metri                        |
| Bronzo   | Eric Backman Sven Lundgren Edvin Wide Josef Holsner | Atletica leggera      | 3000 metri a squadre                         |
| Bronzo   | Eric Backman Gustaf Mattsson Hilding Ekman Werner Magnusson Lars Hedwall Knut Alm | Atletica leggera      | Corsa campestre a squadre                    |
| Bronzo   | Bo Ekelund | Atletica leggera      | Salto in alto                                |
| Bronzo   | Erik Abrahamsson | Atletica leggera      | Salto in lungo                               |
| Bronzo   | Erik Almlöf | Atletica leggera      | Salto triplo                                 |
| Bronzo   | Carl Johan Lind | Atletica leggera      | Lancio del martello con maniglia corta       |
| Bronzo   | Bertil Ohlson | Atletica leggera      | Decathlon                                    |
| Bronzo   | Carl Gustaf Lewenhaupt | Equitazione           | Salto ostacoli individuale                   |
| Bronzo   | Hans von Rosen | Equitazione           | Dressage individuale                         |
| Bronzo   | Carl Green Anders Mårtensson Oskar Nilsson | Equitazione           | Volteggio a cavallo a squadre                |
| Bronzo   | Ernst Nilsson | Lotta libera          | Pesi massimi                                 |
| Bronzo   | Fritiof Svensson | Lotta greco-romana    | Pesi piuma                                   |
| Bronzo   | Aina Berg Emy Machnow Jane Gylling Karin Nilsson | Nuoto                 | Staffetta 4x100 metri stile libero femminile |
| Bronzo   | Svezia | Pallanuoto            | Torneo maschile                              |
| Bronzo   | Gösta Runö | Pentathlon moderno    | -                                            |
| Bronzo   | Albert Pettersson | Sollevamento pesi     | Pesi medi                                    |
| Bronzo   | Erik Pettersson | Sollevamento pesi     | Pesi massimi-leggeri                         |
| Bronzo   | Mauritz Eriksson Hugo Johansson Erik Blomqvist Erik Ohlsson Gustaf Adolf Jonsson | Tiro                  | Carabina militare a terra 600m a squadre     |
| Bronzo   | Olle Ericsson Hugo Johansson Leon Lagerlöf Mauritz Eriksson Walfrid Hellman | Tiro                  | Carabina militare in piedi 300m a squadre    |
| Bronzo   | Erik Lundquist Per Kinde Fredric Landelius Alf Swahn Karl Richter Erik Sökjer-Petersén | Tiro                  | Tiro al piattello a squadre                  |
| Bronzo   | Ewa Olliwier | Tuffi                 | Piattaforma femminile                        |
| Bronzo   | Johan Jansson | Tuffi                 | Piattaforma alta maschile                    |

## Risultati

### Pallanuoto
| Atleta | Classifica |                   |
| --- | --- | ----------------- |
| V · D · M Nazionale maschile svedese di pallanuoto · Giochi olimpici - Anversa 1920 Julin · R. Andersson · V. Andersson · Bergqvist · Gumpel · Hanson · E. Andersson · Backlund · Nauman · Kumfeldt · CT : - | Bronzo |                   |
| Nazionale maschile svedese di pallanuoto · Giochi olimpici - Anversa 1920 | |                   |
| Julin · R. Andersson · V. Andersson · Bergqvist · Gumpel · Hanson · E. Andersson · Backlund · Nauman · Kumfeldt · CT: -                                                                                      | Julin · R. Andersson · V. Andersson · Bergqvist · Gumpel · Hanson · E. Andersson · Backlund · Nauman · Kumfeldt · CT: - | Svezia (bandiera) |